# Artur Davis
Artur Genestre Davis (ur. 9 października 1967) – amerykański polityk, członek Partii Demokratycznej. W 2012 zmienił przynależność partyjną przechodząc do Partii Republikańskiej.
Od 2003 do 2011 roku był przedstawicielem siódmego okręgu wyborczego w stanie Alabama w Izbie Reprezentantów Stanów Zjednoczonych.